# 일렉트로닉코어
일렉트로닉코어(Electronicore)는 메탈코어와 전자 음악을 결합한 음악 장르이다.
일렉트로닉코어의 사운드는 메탈코어와 트랜스, 일렉트로니카, 덥스텝 등의 전자 음악의 결합으로 이루어져 있다. 대표적인 밴드로는 애스킹 알렉산드리아(Asking Alexandria), 피어 앤 로딩 인 라스베가스(Fear, and Loathing in Las Vegas), 아이 시 스타스(I See Stars) 등이 있다.

## 같이 보기
- 일렉트로닉 록
- 인더스트리얼 메탈
- 댄스 펑크